# Europees kampioenschap voetbal 2012 (Groep A) Griekenland - Rusland
Dit artikel gaat over de wedstrijd in de groepsfase in groep A tussen Griekenland en Rusland die werd gespeeld op zaterdag 16 juni 2012 tijdens het Europees kampioenschap voetbal 2012.
Het was de achttiende wedstrijd van het toernooi en werd gespeeld in het Nationaal Stadion in Warschau, de hoofdstad van Polen.

## Voorafgaand aan de wedstrijd
- Op de FIFA-wereldranglijst van mei 2012 stond Griekenland op een 14e plaats. Rusland stond op een 11e plaats.[1]
- Griekenland en Rusland speelden tien keer eerder tegen elkaar. Griekenland won maar een van de tien duels, Rusland won vier keer. Het werd vijf keer een gelijkspel.
- Griekenland scoorde in deze onderlinge duels negen keer, Rusland veertien keer.

## Wedstrijdgegevens

De basisopstelling van beide landen

| Datum                | 16 juni 2012                      | 16 juni 2012                      |
| Wedstrijdnummer      | 18                                | 18                                |
| Stadion              | Nationaal Stadion, Warschau       | Nationaal Stadion, Warschau       |
| Toeschouwers         | 55.614                            | 55.614                            |
| Scheidsrechter       | Jonas Eriksson                    | Jonas Eriksson                    |
| Assistenten          | Mathias Klasenius Stefan Wittberg | Mathias Klasenius Stefan Wittberg |
| Vierde man           | Hüseyin Göçek                     | Hüseyin Göçek                     |
| Man van de wedstrijd | Giorgos Karagounis                | Giorgos Karagounis                |
|                      | Griekenland                       | Rusland                           |
| Doelpunten           | 1                                 | 0                                 |
| Gele kaarten         | 2                                 | 4                                 |
| Rode kaarten         | 0                                 | 0                                 |
| Wissels              | 3                                 | 3                                 |
| Schoten op doel      | 3                                 | 13                                |
| Schoten naast doel   | 4                                 | 13                                |
| Overtredingen        | 8                                 | 15                                |
| Hoekschoppen         | 5                                 | 12                                |
| Buitenspel           | 1                                 | 0                                 |
| Vrije trappen        | 15                                | 9                                 |
| Balbezit (tijd)      | 0                                 | 0                                 |
| Balbezit (%)         | 36                                | 64                                |

| Griekenland | 1 – 0           | Rusland |
| Giorgos Karagounis 45+2' | goals (assists) | |
| Fernando Santos | bondscoach      | Dick Advocaat |
| Michalis Sifakis Giorgos Tzavelas Kyriakos Papadopoulos Sokratis Papastathopoulos Vasilis Torosidis Ioannis Maniatis Kostas Katsouranis Georgios Samaras Giorgos Karagounis 67' Dimitrios Salpigidis 83' Theofanis Gekas 64' | opstellingen    | Vjatsjeslav Malafejev Joeri Zjirkov Sergej Ignasjevitsj Aleksej Berezoetski 81' Aleksandr Anjoekov Igor Denisov 72' Denis Gloesjakov Roman Sjirokov Andrej Arsjavin 46' Aleksandr Kerzjakov Alan Dzagojev |
| José Holebas 64' Grigoris Makos 67' Sotiris Ninis 83' | wissels         | 46' Roman Pavlijoetsjenko 72' Pavel Pogrebnjak 81' Marat Izmailov |
| Giorgos Karagounis 61' José Holebas 90+4' | gele kaarten    | 65' Aleksej Berezoetski 69' Joeri Zjirkov 70' Alan Dzagojev 90+3' Pavel Pogrebnjak |
| | rode kaarten    | |

## Wedstrijden
| Groepswedstrijden | | | |
| Groep A | Groep B | Groep C                                                                                               | Groep D |
| Polen - Griekenland Rusland - Tsjechië Griekenland - Tsjechië Polen - Rusland Tsjechië - Polen Griekenland - Rusland | Nederland - Denemarken Duitsland - Portugal Denemarken - Portugal Nederland - Duitsland Portugal - Nederland Denemarken - Duitsland | Spanje - Italië Ierland - Kroatië Italië - Kroatië Spanje - Ierland Kroatië - Spanje Italië - Ierland | Frankrijk - Engeland Oekraïne - Zweden Oekraïne - Frankrijk Zweden - Engeland Engeland - Oekraïne Zweden - Frankrijk |
| Kwartfinales | | | |
| Tsjechië - Portugal                                                                                                  | Duitsland - Griekenland | Spanje - Frankrijk                                                                                    | Engeland - Italië |
| Halve finales | | | |
| ‎Portugal - Spanje | ‎Portugal - Spanje | Duitsland - Italië                                                                                    | Duitsland - Italië                                                                                                   |
| Finale | | | |
| Spanje - Italië | | | |